# アフメド・アワド・イブンオウフ
アフメド・アワド・イブンオウフ (アラビア語: أحمد عوض بن عوف　英語: Ahmed Awad Ibn-Auf　1957年ごろ生) は、スーダンの将軍、政治家。2019年にクーデター（2019年スーダンクーデター）を起こし、暫定軍事評議会の議長として事実上の国家元首の座に就いた。それ以前は2019年2月から4月まで第一副大統領の地位にあったほか、国防大臣の任にも就いていたが、クーデターの3日後にはこれら全ての役職を失った。

## 軍人・政治家としての経歴
オウフはスーダン軍諜報部長官にして参謀長だったが、2010年6月の軍部改革の際に解任され、その後は駐サウジアラビア大使に任じられた。
2007年5月にアメリカ合衆国が発表した制裁対象リストには、オウフも含まれていた。ダルフール戦争時に政府とジャンジャウィードの間で連絡を取り持ったこと、またイランと近しいことが理由だった。オウフがジャンジャウィードに関わって、アントーノウ社機による市民への爆撃、村落への攻撃、強制移住、北ダルフールのタウィラでの集団レイプを引き起こしたのは確実とみられている。ただし、ダルフール戦争に関する戦争犯罪で多くのスーダン政府関係者が国際刑事裁判所に起訴されている一方で、オウフはこの件で起訴されていない。
2015年8月23日、オウフはオマル・アル＝バシール政権の国防相に任じられた。

### 副大統領
2019年1月、オウフは大衆の抗議活動により解任されたバクリ・ハサン・サレーに代わり第一副大統領に就任した。

### クーデター
2019年4月11日、オウフはスーダン国営テレビを通じて政府解体と憲法停止を宣言した。彼は2年間の暫定軍政を敷くと述べ、午後10時以降を外出禁止とした。さらにオウフは24時間の領空閉鎖、国境封鎖、3か月間の非常事態宣言を発令した。彼はスーダン国会を解散させたうえで、「自由で公正な」選挙を準備していると述べた。反対派は、オウフの行動はクーデターであるとして非難した。クーデター当日の時点では、スーダンの新聞はオウフを従来通り国防相、副大統領、スーダン軍将軍として扱っている。
オウフは暫定軍政のために設置された軍事評議会の議長に就任したが、しかしデモ参加者からは軍による暫定政権は認められないと反発の声が強まり、文民政権への移行要求が噴出。就任わずか1日で議長を退任した。4月14日、バシール旧政権の一掃を掲げる軍事評議会はオウフを国防大臣から解任した。